# Torbay (Nouvelle-Zélande)
Pour les articles homonymes, voir Torbay (homonymie).
Torbay est une banlieue de la cite d’Auckland, située dans l’Île du Nord de la Nouvelle-Zélande.

## Situation
Elle est localisée dans le secteur de la ville de North Shore, et est sous la gouvernance du Conseil d’ Auckland.
Elle est bordée par le Golfe de Hauraki à l’est, la banlieue de Long Bay au nord et Waiake au sud, avec celles de Northcross au sud-ouest et de ‘Torbay Heights à l’ouest

## Nom
Le nom de ‘Torbay’ vient du nom de la zone du même nom située au sud-est du Devon en  Angleterre, et d’un ‘Tor’, une presque-île située à l’extrémité nord de la plage de ‘Waiake’ qui devient une île à marée haute.

## Population
La population était de 4 899 habitants lors du recensement de 2013 (recensement de 2013.

## Tourisme
Les attractions dans le secteur comprennent le ‘Long Bay Regional Park’, qui attire près d'un million de visiteurs chaque année. Il y a aussi un certain nombre de petites plages ouvertes au public telles que: ‘Waiake’, ‘Torbay beach’, ‘Winstone's Cove’, ‘Ladder Bay’, qui sont facilement accessibles et utilisées à la fois pour nager et pour y mouiller de petits yachts.

## Éducation
La ‘Torbay Primary School’ est une école mixte contribuant au primaire (allant de l’année 1 à 6) avec un taux de décile de 10 et un effectif de 443 élèves. Elle fut établie en 1954.

## Résidents Notable
- Willis Thomas Goodwin Airey (en), historien